# Тарнава-Кольонія
Тарнава-Кольонія (пол. Tarnawa-Kolonia) — село в Польщі, у гміні Туробин Білґорайського повіту Люблінського воєводства.
Населення — 66 осіб (2011).
У 1975-1998 роках село належало до Замойського воєводства.

## Демографія
Демографічна структура станом на 31 березня 2011 року:
|          | Загалом | Допрацездатний вік | Працездатний вік | Постпрацездатний вік |
| -------- | ------- | ------------------ | ---------------- | -------------------- |
| Чоловіки | 34      | 3                  | 26               | 5                    |
| Жінки    | 32      | 3                  | 17               | 12                   |
| Разом    | 66      | 6                  | 43               | 17                   |